# パラメータフリー
パラメータフリー（Parameter free）とは、数値的な解析手法において、その手法が何らパラメータに依らない場合のこと。